# Грегерія
В іспанській та латиноамериканській літературі greguería — коротке висловлювання, як правило, з одного речення, у якому автор дотепно й оригінально висловлює філософську, прагматичну чи жартівливу думку. Грегерія приблизно схожа на афоризм або одностроковий жарт у комедії. Це риторико — стилістичний прийом.

## Історія
Рамон Гомес де ла Серна вважається засновником жанру грегерії, яку він визначив як гумор плюс метафора. Гомес де ла Серна вперше використав greguería приблизно в 1910 році.
Гомес де ла Серна протягом усієї своєї літературної діяльності присвятив багато книг цьому новому жанру, який він також практикував у газетних статтях. Greguería була використана для оновлення застиглої концепції метафори та поетичного образу. Грегерія передбачає сюрреалізм.
У своїй передмові до Total de greguerías Рамон цитує попередників грегерії таких авторів, як Люсьєн де Самосата, Горацій, Шекспір, Лопе де Вега, Кеведо, Жюль Ренар, Сен-Поль-Ру, Джордж Сантаяна тощо.

## Приклади
Кілька прикладів грегорії від Рамона Гомеса де ла Серни, оригінально іспанською мовою.
- «El par de huevos que nos tomamos parece que son gemelos, y no son ni primos terceros». («Пара яєць, які ми їмо, схожі на однояйцевих близнюків, і вони навіть не є троюрідними братами».)
- «El pavo real es un mito jubilado». («Павич — це вигаданий міф»).
- «Las puertas se enfadan con el viento». («Двері гніваються на вітер»).
- «El perfume es el eco de las flores». («Парфуми - це відлуння квітів»).